# Paolo Dal Molin
Paolo Dal Molin (Yaoundé, 31 luglio 1987) è un ostacolista italiano, vicecampione continentale agli europei indoor di Göteborg 2013 e medaglia di bronzo a Toruń 2021 nei 60 metri ostacoli. Ex detentore del record italiano sia nei 60 metri ostacoli indoor, sia nei 110 metri ostacoli 
Campione italiano assoluto dei 110 metri ostacoli nel 2012 e nel 2021 e dei 60 metri ostacoli nel biennio 2012-2014, nonché primatista italiano sempre nella specialità dei 110 metri con ostacoli e nei 60 metri ostacoli indoor.

## Biografia
Nato a Yaoundé, da padre bellunese e madre camerunese, ma residente ad Occimiano, in provincia di Alessandria.
Nel 2006 gareggia ai campionati italiani juniores sia indoor (fuori in batteria sui 60 metri) che outdoor (ottavo nei 110 metri ostacoli) e nel 2007 vince la sua prima medaglia ai campionati italiani assoluti con l'argento sui 110 metri ostacoli a Padova; a livello giovanile, giunge quarto sui 60 metri ostacoli agli italiani promesse indoor e non parte nella finale dei 110 metri ostacoli ai campionati nazionali promesse all'aperto.
Settimo posto sia agli assoluti indoor che a quelli outdoor del 2008; in ambito giovanile diventa vicecampione italiano promesse sui 60 metri ostacoli, mentre non parte nella finale dei nazionali di categoria dei 110 metri ostacoli.
Nel 2009 vince il primo titolo italiano giovanile con l'oro sui 60 metri ostacoli promesse indoor, mentre giunge quarto sui 110 metri ostacoli agli assoluti al coperto.
Il 26 febbraio 2012 si aggiudica ad Ancona il suo primo titolo nazionale assoluto indoor sui 60 m hs. Nello stesso anno, con il tempo di 7"70 sui 60 metri ostacoli, centra il minimo di partecipazione ai Mondiali indoor di Istanbul in Turchia, che gli vale la sua prima convocazione nella Nazionale assoluta.
A giugno partecipa agli europei di Helsinki 2012 in Finlandia, uscendo in semifinale sui 110 metri ostacoli.
A luglio agli assoluti di Bressanone diventa campione italiano sui 110 metri ostacoli.
Nel 2013 ai campionati italiani assoluti indoor arriva in finale sia nei 60 metri (5º) che sui 60 metri ostacoli (4º).
Il 1º marzo 2013 si aggiudica l'argento nella finale dei 60 metri ostacoli agli europei indoor di Göteborg 2013 in Svezia col tempo di 7"51, stabilendo così anche il nuovo record nazionale sulla distanza.
Nel 2014 vince il suo secondo titolo italiano assoluto indoor sui 60 metri ostacoli, mentre agli assoluti di Rovereto viene squalificato nella finale dei 110 metri ostacoli. Viene convocato in nazionale ai mondiali indoor di Sopot 2014 in Polonia, dove viene estromesso in batteria nei 60 metri ostacoli, e agli europei di Zurigo 2014 in Svizzera, in cui viene eliminato in semifinale nei 110 metri ostacoli.
Dal mese di novembre del 2014 è rimasto fermo a causa di un infortunio al ginocchio, che l'ha costretto a saltare l'intera stagione sportiva 2015 ed è poi ritornato a gareggiare sugli ostacoli alti il 23 aprile 2016 in occasione del Meeting di Saint-Denis dove sui 110 metri ostacoli è giunto quarto col tempo di 14”50.
Agli europei indoor di Toruń 2021 ha ottenuto la medeglia di bronzo nei 60 metri ostacoli, con il tempo di 7"56 (a cinque centesimi dal suo record nazionale del 2013), concludendo alle spalle del francese Wilhem Belocian (7"42, miglior prestazione europea stagionale) e Andrew Pozzi (7"43).
Ai campionati italiani assoluti 2021 a Rovereto ha realizzato il record nazionale dei 110 metri ostacoli in 13"27, migliorando di tredici centesimi il miglior tempo personale di 13"40, realizzato agli europei di Berlino 2018. Il precedente primato nazionale apparteneva a Emanuele Abate. La prestazione gli ha permesso di conquistare la qualificazione ai Giochi olimpici di Tokyo 2021.

## Record nazionali
Seniores
- 60 metri ostacoli indoor: 7"51 ( Göteborg, 1º marzo 2013)[9] - record detenuto fino al 27 gennaio 2024
- 110 metri ostacoli: 13"27 ( Rovereto, 26 giugno 2021)[10] - record detenuto fino al 25 maggio 2024

## Progressione

### 60 metri ostacoli indoor
| Stagione | Tempo | Luogo        | Data      | Rank. Mond. |
| -------- | ----- | ------------ | --------- | ----------- |
| 2022/23  | 7"54  | Ancona       | 18-2-2023 |             |
| 2021/22  | 7"56  | Ancona       | 26-2-2022 |             |
| 2020/21  | 7"55  | Liévin       | 9-2-2021  |             |
| 2017/18  | 7"68  | Ancona       | 28-1-2018 |             |
| 2013/14  | 7"60  | Ancona       | 22-2-2014 | 19º         |
| 2012/13  | 7"51  | Göteborg     | 1-3-2013  | 4º          |
| 2011/12  | 7"70  | Gand         | 18-2-2012 | 46º         |
| 2010/11  | 8"19  | Ludwigshafen | 13-2-2011 |             |
| 2008/09  | 7"90  | Ancona       | 14-2-2009 | 134º        |
| 2007/08  | 8"05  | Genova       | 23-2-2008 | 305º        |
| 2006/07  | 8"31  | Genova       | 24-2-2007 | 705º        |

### 110 metri ostacoli
| Stagione | Tempo | Luogo       | Data       | Rank. Mond. |
| -------- | ----- | ----------- | ---------- | ----------- |
| 2023     | 13"77 | Palermo     | 10-6-2023  |             |
| 2022     | 13"70 | Turku       | 14-6-2022  |             |
| 2022     | 13"70 | Turku       | 14-6-2022  |             |
| 2021     | 13"27 | Rovereto    | 26-6-2021  |             |
| 2020     | 13"61 | Monaco      | 14-8-2020  |             |
| 2019     | 13"55 | Mannheim    | 19-7-2019  |             |
| 2018     | 13"40 | Berlino     | 9-8-2018   |             |
| 2016     | 14"50 | Saint-Denis | 23-4-2016  |             |
| 2014     | 13"47 | Rovereto    | 19-7-2014  | 45º         |
| 2013     | 14"35 | Vicenza     | 28-9-2013  | 595º        |
| 2012     | 13"64 | Mannheim    | 13-5-2012  | 90º         |
| 2011     | 13"67 | Bellinzona  | 15-9-2011  | 99º         |
| 2008     | 13"78 | Alessandria | 27-9-2008  | 134º        |
| 2007     | 14"26 | Padova      | 27-7-2007  | 394º        |
| 2006     | 14"54 | Arzignano   | 14-10-2006 |             |

## Palmarès
| Anno | Manifestazione  | Sede       | Evento   | Risultato  | Prestazione | Note   |
| ---- | --------------- | ---------- | -------- | ---------- | ----------- | ------ |
| 2012 | Mondiali indoor | Istanbul   | 60 m hs  | Semifinale | 7"92        | [ 11 ] |
| 2012 | Europei         | Helsinki   | 110 m hs | Semifinale | 13"85       | [ 12 ] |
| 2013 | Europei indoor  | Göteborg   | 60 m hs  | Argento    | 7"51        | [ 13 ] |
| 2014 | Mondiali indoor | Sopot      | 60 m hs  | Batteria   | 7"76        | [ 14 ] |
| 2014 | Europei         | Zurigo     | 110 m hs | Semifinale | 13"72       | [ 14 ] |
| 2018 | Mondiali indoor | Birmingham | 60 m hs  | Batteria   | 7"81        |        |
| 2018 | Europei         | Berlino    | 110 m hs | Semifinale | 13"61       |        |
| 2021 | Europei indoor  | Toruń      | 60 m hs  | Bronzo     | 7"56        |        |
| 2021 | Giochi olimpici | Tokyo      | 110 m hs | Semifinale | 13"40       |        |
| 2023 | Europei indoor  | Istanbul   | 60 m hs  | 5º         | 7"62        |        |

## Campionati nazionali
- 2 volte campione assoluto sui 110 m hs (2012, 2021)
- 3 volte campione assoluto indoor sui 60 m hs (2012, 2014, 2022)
- 1 volta campione promesse indoor sui 60 m hs (2009)

2006
- In batteria ai Campionati italiani allievi-juniores-promesse indoor, (Ancona), 60 m - 7"19[15]
- 8º ai Campionati italiani juniores e promesse, (Rieti), 110 m hs - 14"82[16]

2007
- 4º ai Campionati italiani allievi-juniores-promesse indoor, (Genova), 60 m hs - 8"40[17]
- In finale ai Campionati italiani juniores e promesse, (Bressanone), 110 m hs - dns[18]
- Argento ai Campionati italiani assoluti, (Padova), 110 m hs - 14"26[19]

2008
- Argento ai Campionati italiani allievi-juniores-promesse indoor, (Ancona), 60 m hs - 8"12[20]
- 7º ai Campionati italiani assoluti indoor, (Genova), 60 m hs - 8"15[21]
- In finale ai Campionati italiani juniores e promesse, (Torino), 110 m hs - dns[22]
- 7º ai Campionati italiani assoluti, (Cagliari), 110 m hs - 14"25[23]

2009
- Oro ai Campionati italiani allievi-juniores-promesse indoor, (Ancona), 60 m hs - 7"90[24]
- 4º ai Campionati italiani assoluti indoor, (Torino), 60 m hs - 8"01[25]

2012
- Oro ai Campionati italiani assoluti e promesse indoor, (Ancona), 60 m hs - 7"75[26]
- Oro ai Campionati italiani assoluti, (Bressanone), 110 m hs - 13"74[27]

2013
- 5º ai Campionati italiani assoluti e promesse indoor, (Ancona), 60 m - 6"79[28]
- 4º ai Campionati italiani assoluti e promesse indoor, (Ancona), 60 m hs - 7"97[29]

2014
- Oro ai Campionati italiani assoluti indoor, (Ancona), 60 m hs - 7"60[30]
- In finale ai Campionati italiani assoluti, (Rovereto), 110 m hs - dq[31]

2021
- Oro ai campionati italiani assoluti, 110 m hs - 13"27

2022
- Oro ai Campionati italiani assoluti indoor, (Ancona), 60 m hs - 7"62

2023
- dns ai Campionati italiani assoluti indoor, (Ancona), 60 m hs - dns